# Kötéshossz
A molekuláris geometriában a kötéshossz vagy kötéstávolság egy molekula két, egymással kötésben levő atomjának magjai közötti átlagos távolság. Értéke azonos fajta atomok között viszonylag állandó, a molekula többi részétől kevéssé függ.

## Magyarázat
A kötéshossz kapcsolatban van a kötésrenddel: ha több elektron vesz részt a kötés kialakításában, rövidebb a kötés. A kötés hossza fordítottan arányos a kötés erősségével és a kötés disszociációs energiájával: ha minden más tényező változatlan, az erősebb kötés egyben rövidebb is. Két azonos atom közötti kötés esetében a kötéstávolság fele egyenlő a kovalens sugárral.

## A szén- és más atomok közötti kötéshosszak
A kötéshosszt szilárd fázisban röntgendiffrakcióval mérik, vagy közelítőleg gázfázisban mikrohullámú spektroszkópia segítségével határozzák meg. Egy adott atompár közötti kötés hossza a különböző molekulák között változhat. A szén és hidrogén közötti kötés hossza például különbözik a metán és a metil-klorid esetében, de azonos általános szerkezetű molekulák esetében van lehetőség általánosításra.
Az alábbi táblázatban a szén és más elemek közötti egyszeres kötések kísérletileg mért hosszai szerepelnek, pikométerben megadva. A két különböző atom közötti kötéstávolság közelítőleg megegyezik a kovalens sugarak összegével. Általános tendencia, hogy a kötéstávolság a periódusos rendszer egy periódusán belül jobbra haladva csökken, egy csoporton belül lefelé haladva pedig nő. Ez a tendencia megegyezik az atomsugarakra érvényes trenddel.
| atom vegyjele | kötéshossz (pm) | csoport     |
| ------------- | --------------- | ----------- |
| H             | 106–112         | 1. csoport  |
| Be            | 193             | 2. csoport  |
| Mg            | 207             | 2. csoport  |
| B             | 156             | 13. csoport |
| Al            | 224             | 13. csoport |
| In            | 216             | 13. csoport |
| C             | 120–154         | 14. csoport |
| Si            | 186             | 14. csoport |
| Sn            | 214             | 14. csoport |
| Pb            | 229             | 14. csoport |
| N             | 147–210         | 15. csoport |
| P             | 187             | 15. csoport |
| As            | 198             | 15. csoport |
| Sb            | 220             | 15. csoport |
| Bi            | 230             | 15. csoport |
| O             | 143–215         | 16. csoport |
| S             | 181–255         | 16. csoport |
| Cr            | 192             | 6. csoport  |
| Se            | 198–271         | 16. csoport |
| Te            | 205             | 16. csoport |
| Mo            | 208             | 6. csoport  |
| W             | 206             | 6. csoport  |
| F             | 134             | 17. csoport |
| Cl            | 176             | 17. csoport |
| Br            | 193             | 17. csoport |
| I             | 213             | 17. csoport |

## Kötéshossz a szerves vegyületekben
Egy molekulában a két atom közötti kötéshossz nemcsak az atomok fajtájától függ, hanem azok hibridizációs állapotától és a szubsztituensek elektron- és sztérikus szerkezetétől is. A szén–szén (C−C) kötéshossz a gyémántban 154 pm, egyben ez a leghosszabb normál szén kovalens kötéshossz. 
Léteznek ugyanakkor szokatlanul hosszú kötések is. Az egyik ilyen vegyület a triciklobutabenzol, melyben 160 pm-es kötéshosszról számoltak be. A jelenleg ismert csúcstartó egy másik ciklobutabenzol, melyben röntgenkrisztallográfiás mérések szerint a kötéshossz 174 pm. Az ilyen típusú vegyületben a ciklobutángyűrű miatt az ahhoz kapcsolódó benzolgyűrű szénatomjai is 90°-os kötésszögbe kényszerülnek a szokásos 120° helyett.
Nagyon hosszú, akár 290 pm-es C−C kötéshosszak létezését vetették fel a két tetracianoetilén dianionból álló dimerben, bár ez 2-elektronos-4-centrumos kötés. Ezt a fajta kötést figyelték meg a semleges fenalenil dimerek esetén is. Ez az úgynevezett „pancake bond” (palacsinta kötés), kötéshossza akár 305 pm is lehet.
Az átlagosnál rövidebb C−C kötéstávolságok is léteznek: az alkének és alkinek kötéshossza 133, illetve 120 pm, ennek oka a szigma-kötés megnövekedett s-karaktere. A benzolban minden kötés azonos hosszúságú: 139 pm. A szén–szén egyszeres kötésének s-karakterének növekedése figyelhető meg a diacetilén középső kötése (137 pm), valamint egy adott tetrahedrán dimer esetében is (144 pm).
A propionitril cianocsoportja maga felé szívja az elektronokat, ami szintén csökkenti a kötéshosszt (144 pm). A C−C kötés molekulafeszültség hatására történő összenyomódása is előfordul. Az egyik különleges szerves vegyületben, az in-metilciklofánban a metilcsoport kötéshossza nagyon rövid, csak 147 pm, ugyanis egy tripticén és fenilcsoport közé van beszorítva. In silico kísérletben egy fullerénbe zárt neopentán molekulában a kötéshosszt 136 pm-nek becsülték. Ebben a tanulmányban az elméletileg legrövidebb C−C egyszeres kötés 131 pm-nek adódott, egy feltételezett tetrahedrán származék esetében.
Ugyanez a vizsgálat arra az eredményre jutott, hogy az etánban a C−C kötés 5 pm-rel történő megnyújtása, illetve összenyomása rendre 2,8, illetve 3,5 kJ/mol energiát igényel. 15 pm-es változás esetén az energiaigény 21,9; illetve 37,7 kJ/mol lenne.
| C–H   | hossz (pm) | C–C     | hossz (pm) | többszörös kötések | hossz (pm) |
| ----- | ---------- | ------- | ---------- | ------------------ | ---------- |
| sp3–H | 110        | sp3–sp3 | 154        | benzol             | 140        |
| sp2–H | 109        | sp3–sp2 | 150        | alkén              | 134        |
| sp–H  | 108        | sp2–sp2 | 147        | alkin              | 120        |
|       |            | sp3–sp  | 146        | allén              | 130        |
|       |            | sp2–sp  | 143        |                    |            |
|       |            | sp–sp   | 137        |                    |            |

## Fordítás
Ez a szócikk részben vagy egészben  a   Bond length című angol Wikipédia-szócikk ezen változatának fordításán alapul.  Az eredeti cikk szerkesztőit annak laptörténete sorolja fel. Ez a jelzés csupán a megfogalmazás eredetét és a szerzői jogokat jelzi, nem szolgál a cikkben szereplő információk forrásmegjelöléseként.